# Waldemar Krzystek
Waldemar Krzystek (ur. 23 listopada 1953 w Swobnicy) – polski reżyser i scenarzysta filmowy.

## Życiorys
Absolwent I LO w Legnicy, polonistyki Uniwersytetu Wrocławskiego i kierunku reżyserii Wydziału Radia i Telewizji Uniwersytetu Śląskiego w Katowicach.
W 1984 roku debiutował Powinowactwem. W swojej teatralnej i filmowej twórczości powraca do wydarzeń z przeszłości rodzinnego miasta. Fabuła jego najbardziej znanego filmu W zawieszeniu z Krystyną Jandą i Jerzym Radziwiłowiczem, oparta jest na wydarzeniach z pierwszych powojennych lat Legnicy, która jest także scenerią filmu Zwolnieni z życia. Jest twórcą filmu fabularnego (i serialu) pod tytułem Mała Moskwa, który na 33. Festiwalu Polskich Filmów Fabularnych w Gdyni w 2008 roku zdobył Złote Lwy.
We wrześniu 2013 roku otrzymał tytuł obywatela honorowego Dolnego Śląska Civi Honorario nadany przez Sejmik Województwa Dolnośląskiego.
W 2014 roku został odznaczony Złotym Krzyżem Zasługi.
W 2017 został odznaczony Srebrnym Medalem „Zasłużony Kulturze Gloria Artis”.
W marcu 2018 wyróżniony tytułem Honorowego obywatela Legnicy.

## Filmografia
| Filmy fabularne - 1987: W zawieszeniu - 1989: Ostatni prom - 1992: Zwolnieni z życia - 1994: Polska śmierć - 2000: Nie ma zmiłuj - 2008: Mała Moskwa - 2011: 80 milionów - 2014: Fotograf | Seriale - 1998–1999: Życie jak poker - 2005: Fala zbrodni (odc. 34–43) - 2005/2008: Egzamin z życia - 2008: Mała Moskwa - 2010: Czas honoru (odc. 27–39) - 2009: Sprawiedliwi - 2012: Anna German (współreżyser z Aleksandrem Timienko) Teatr Telewizji - 2006: Norymberga |